# Encyclopédie du Mouvement wallon
L’Encyclopédie du Mouvement wallon est une encyclopédie en quatre « tomes », publiée en français de 2000 à 2010, par l'Institut Jules-Destrée sous la direction de Paul Delforge, Philippe Destatte et Micheline Libon, et consacrée au Mouvement wallon.

## Présentation
L'ouvrage contient la biographie d'une longue liste de militants wallons qui ont œuvré pour la reconnaissance de la Wallonie politique depuis la fin du XIXe siècle, qu'il s'agisse de Premiers ministres, de lauréats du Prix Francqui, de parlementaires, de syndicalistes, de bourgmestres de grandes villes, de résistants assassinés, d'écrivains, ou d'autres. Certaines notices d'à peine deux lignes sont consacrées à des militants obscurs : parfois, seul le nom de famille est connu ou seul un fait est notoire. Denis Ghesquière note que pour Philippe Destatte, ces modestes notules signifient que « l'ouvrage n'entend pas fermer l'étude du mouvement wallon, mais au contraire ouvrir le champ à de nouvelles recherches... » et estime lui-même que ce foisonnement de patronymes « prouve aussi que le combat wallon ne fut pas l'apanage d'une poignée de personnages éclairés. »
L'encyclopédie retrace aussi tous les événements importants qui ont jalonné la voie de l'autonomie wallonne, et comprend des articles consacrés aux différents partis politiques ou mouvements qui ont été importants à un moment ou un autre pour la Wallonie.
La période couverte dans les trois premiers tomes (A à Z) va de 1880 à 1980, ce qui signifie que les personnes qui ont pu se révéler comme engagées dans le mouvement wallon de manière publique et significative après 1980 – tels Paul Ficheroulle ou Jacques Dubois – n'y figurent pas nécessairement. Ceci sera en partie rectifié avec la publication, en 2010, d'un tome 4, consistant en une biographie de 425 « parlementaires et ministres de la Wallonie » de 1974 à 2009.
Le Mouvement wallon ne s'est pas contenté de se mobiliser sur des matières touchant aux problèmes communautaires au sens restreint du mot, mais, comme cela apparaît dans l'Encyclopédie, s'est également toujours intéressé aux problèmes de société et aux problèmes nationaux et internationaux : instruction obligatoire, politique industrielle, politique sociale, contrôle des holdings, politique des alliances militaires, décolonisation du Congo, Question royale, laïcité de l'État, résistance à l'occupant, politique européenne, politique culturelle (dont Jules Destrée fut l'un des initiateurs), politique communale, investissements publics, unification des réseaux d'enseignements, police et gendarmerie, armée, etc.
Dans les trois premiers tomes de l'encyclopédie, qui comptent près de 1 800 pages, on trouve un total de 6 600 entrées. Une édition, considérablement revue et augmentée par rapport à la version papier, a été publiée sur CD-ROM. Un tome 4, complémentaire, a été publié en 2010. Paul Vaute écrit dans La Libre Belgique que cela a représenté « dix années de travail, une soixantaine d'universitaires et un budget global de quelque 66,7 millions (1,65 million d'euros), avec l'appui du gouvernement wallon et de la Communauté française (Fonds de la recherche fondamentale et collective d'initiative ministérielle).»
- Tome I (A-E), publié le 15 mars 2000,  (ISBN 2-87035-017-1)
- Tome II (F-N), publié le 15 décembre 2000,  (ISBN 2-87035-019-8)
- Tome III (O-Z), publié le 21 juin 2001  (ISBN 2-87035-021-X)
- éd. sur CD-ROM, publiée le 28 mars 2003,  (ISBN 2-87035-028-7)
- Paul Delforge, Encyclopédie du Mouvement wallon, tome IV : Parlementaires et ministres de la Wallonie (1974-2009), 2010, 600 pages.

## Réception critique

### Universitaire
L’Encyclopédie du Mouvement wallon est considérée par des historiens tels que Chantal Kesteloot, Maarten Van Ginderachter et Lode Wils comme un outil indispensable,, à la connaissance de ce mouvement et comblant une lacune relevée en 1981 par l’historien et homme politique Hervé Hasquin,.
Celui-ci, comme le rapporte Le Soir, lors de l'édition de l'encyclopédie en format électronique, souligne à quel point cette recherche est « fondamentale » et ce qu'elle représente comme « atouts supplémentaires », pour les chercheurs, les curieux ou les journalistes passionnés « par l'émergence de l'identité wallonne.»
Maarten Van Ginderachter estime néanmoins que l'ouvrage a un « profil ambigu », à la fois scientifique et militant, et considère que si l’historiographie engagée n’est pas critiquable en soi, « l’opposition exagérée entre la Wallonie citoyenne, éprise de liberté, et la Flandre ethnique qu’évoque l’EMW soulève des questions ». Il note aussi que la ligne entre militants et chercheurs « est parfois bien tenue ». Il critique la définition du militant wallon et la méthodologie de l'insertion des militants, qui ne dit « nulle part qu'ils doivent être actifs dans le Mouvement » ce qui permet aux encyclopédistes d'intégrer une « longue liste de petits militants — dont le prénom est parfois ignoré — qui ont droit à une notice pour un unique fait d'armes».
Selon Chantal Kesteloot, elle-même auteure de plusieurs notices, l'EMW « laisse […] des questions essentielles en suspens », notamment les rapports du Mouvement wallon avec l'État belge ou avec le Mouvement flamand. Elle juge que ce dernier est implicitement considéré comme l’« étouffoir des aspirations wallonnes, conservateur, nationaliste avec toute la connotation négative que ce terme charrie dans l’esprit des concepteurs de l’entreprise ».
Elle établit aussi un parallèle entre l'EMW et la première version de l'Encyclopedie van de Vlaamse Beweging : « [la] ‘proximité’ entre la première Encyclopedie et certains acteurs politiques trouve son équivalence dans l’Encyclopédie du Mouvement wallon qui doit beaucoup à certains responsables politiques wallons lesquels ont agi, à la fois en des militants wallons mais ont aussi été les principaux bailleurs de fonds du projet ».
Geneviève Warland dans La Revue nouvelle compare l'EMW avec la Nieuwe Encyclopédie van de Vlaamse beweging (Nouvelle encyclopédie du mouvement flamand), parue en 1998. Pour elle, la première contient surtout des noms de personnes, des « réalités sociales et politiques de même que quelques notions historiques » tandis que la seconde, « des articles plus conceptuels », comme Natievorming (Construction de la nation) ou De Naties in België anno 2000 : concepten en perpectieven (Les nations en Belgique en 2000 : conceptions et perspectives), qui ne s'appliquent pas au seul cas flamand mais vise la Wallonie et d'autres pays.
Selon cette auteure, les historiens belges s'entendent sur le fait que la Belgique n'est pas une pure et simple construction de la diplomatie européenne, sur le caractère construit et évolutif de la nation. Ce qui les différencie, c'est, chez les Flamands, le recours à un concept anglo-saxon plus formel du nationalisme défini « par un degré élevé d’intégration communautaire résultant d’un réseau de relations sociales » et, du côté wallon et francophone, le recours à la distinction d'Ernest Renan entre nation civique et nation ethnique, reposant sur des valeurs : « politiques pour la nation civique (liberté et volonté de vivre ensemble) et culturelles pour la nation ethnique (histoire, culture et langue).»
Lode Wils pointe un « manque de distance critique » et considère que « le comité de rédaction n’a pas encore osé contester les mythes de la propagande produite par chaque mouvement ». Il estime que l’histoire scientifique du Mouvement wallon reste à écrire. Par exemple, la tendance à l'objectivité de Paul Delforge, le coordinateur scientifique de l'EMW et auteur de la plus grande partie des notices, est néanmoins limitée par le recours fréquent à des citations issues de la littérature propagandiste, « y compris celle n’ayant ni queue ni tête » qu'il prend parfois à son compte.
L'Université de Liège met cette encyclopédie au nombre des instruments de recherche qu'elle conseille dans le domaine de l'histoire contemporaine de la Belgique, de la Flandre et de la Wallonie. Le Cercle d'Histoire de l'Université libre de Bruxelles fait de même.
Le département d'histoire contemporaine de l'université de Liège considère que, avec les volumes La Wallonie, le Pays et les Hommes, « sur de nombreux sujets » ces ouvrages sont actualisés par l'Histoire culturelle de la Wallonie.

### Médiatique
Pour Manu Ruys, ancien éditorialiste du Standaard, « la mentalité de gauche du comité de rédaction est partout perceptible » : ainsi, la volonté de ne pas entacher l’histoire du Mouvement wallon par le fascisme expliquerait le rejet d’un article détaillé sur la collaboration écrit par l’historien Alain Colignon et la grande concision de l’article finalement retenu. Il pense que l'approche de l'ouvrage qu'il estime « wallingante », ne porte cependant pas atteinte à sa valeur d'ensemble.
Dans Le Soir, Christian Laporte — par ailleurs contributeur à l'EMW — relève que d'aucuns soulignent que « l'extrême droite et les fascistes wallons» en sont « quasi absents », mais il poursuit : « Faux ! Pour les auteurs, on n'a nullement fait l'impasse sur certains wallingants qui avaient mal tourné, mais il est vrai que la Légion Wallonie peut difficilement être classée dans le Mouvement wallon.»
Paul Vaute, dans la libre.be, doute que les nombreux groupements répertoriés dans l'EMW aient eu chaque fois une « base réelle ». Il y décèle également « parfois un peu de flou à la frontière entre démarche de chercheurs et démarche de militants. »
José Fontaine, directeur de la revue Toudi et un des rédacteurs du Manifeste pour la culture wallonne, regrette l’absence d’une notice consacrée à la culture wallonne, mais considère que l’intérêt de l’ouvrage est « de nous mettre en quelque sorte sous les yeux l’évidence du bouleversement des appartenances au 20e siècle » et de permettre la mise en récit de l’histoire du Mouvement wallon et de la Wallonie en général.